# Bernardino Gómez Miedes

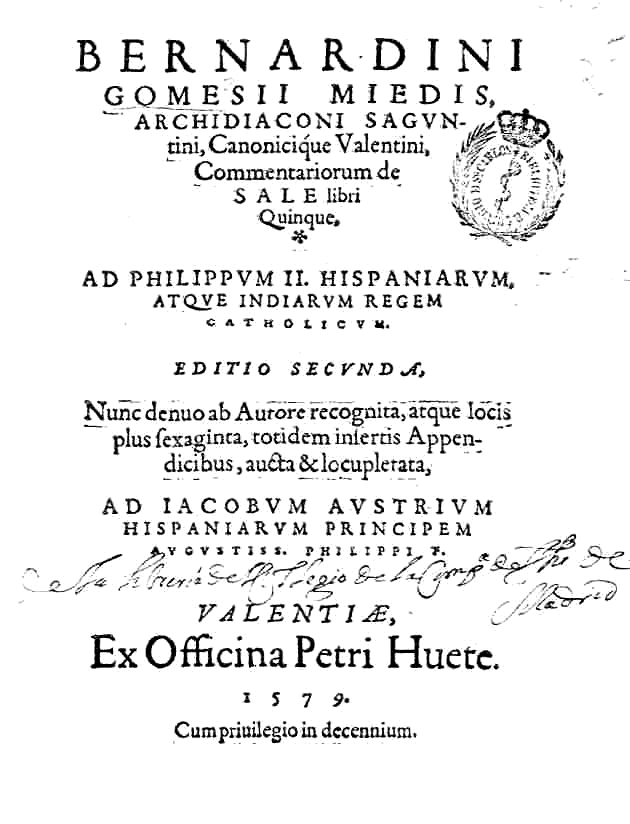
La segunda edición de los Comentarios de la sal de Bernardino Gómez Miedes, publicados en cinco libros (Valencia, Pedro Huete, 1579).

Bernardino Gómez Miedes —en latín, Bernardinus Gomesius Miedes— (Alcañiz, Teruel, c. 1515–Albarracín, Teruel, 4 de diciembre de 1589) fue un cronista y humanista español. Es conocido fundamentalmente por su obra miscelánea Comentarios sobre la sal (1572 y 15792).

## Biografía
Nada se sabe de su origen familiar, salvo que tuvo al menos dos hermanos: Miguel Gómez de Miedes, doctor en ambos derechos, y Miguel Tomás Gómez de Miedes, que le sustituyó en la canonjía de Valencia tras su muerte. Se conoce también el nombre de un tío suyo, Miguel Pérez de Miedes, capitular de Valencia y arcediano de Sagunto.
Después de unos primeros años de estudio y formación en su pueblo natal, entra en el Estudio General de Valencia (c. 1532). Viaja luego a París para completar sus estudios filosóficos, de donde debe salir huyendo a Lovaina (1542) debido al cerco de Perpiñán provocado por el futuro Enrique II de Francia y la llegada del emperador Carlos V con el ejército de socorro. Después de una breve estancia en Amberes, regresa a Valencia. Frecuenta la corte local de la virreina Mencía de Mendoza, duquesa de Calabria, quien creó un importante foco cultural, que, bajo su mecenazgo y la égida de Miguel Jerónimo Ledesma, era vigilado a distancia por la Inquisición por las ideas renovadoras que allí imperaban. 
En torno a 1548 realiza su primer viaje a Roma. La cultura y el afán de enriquecer sus estudios fueron los motivos esenciales, sin olvidar además el preponderante papel y la vinculación histórica de la Corona de Aragón con la Italia de estos tiempos. En la Ciudad Santa comienza la redacción de su obra más ambiciosa y personal, los Commentarii de sale, una historia de este condimento convertida en miscelánea que incorpora acontecimientos históricos destacados de su tiempo, anécdotas contemporáneas, cuentos, fábulas, proverbios y varia erudición. 
Abandona Roma diez años después y en su itinerario de regreso a España realiza algunas incursiones por el resto de Italia, Alemania y Francia a fin de recoger todo tipo de noticias sobre la sal. Se establece en Valencia en los primeros años de la década de los sesenta, ostentando los cargos de arcediano de Sagunto y canónigo de Valencia. En 1572, y después de casi veinticinco años de redacción, publica sus enciclopédicos Commentarii de sale libri IV, que muy pronto le proporcionaron fama y gloria. 
Realiza en 1575 un segundo viaje a Roma, a la corte pontificia de Gregorio XIII, para resolver cierto asunto importante que afectaba a la iglesia valenciana. Allí contacta con altos cargos eclesiásticos, como el papa Sixto V, entonces cardenal, o Antonio Perrenot, cardenal Granvela. A la vuelta de este viaje, pierde en un quasi naufragio su obra De apibus siue republica, lo que no ocurre con otros objetos sagrados regalados por el pontífice que se contenían en el mismo baúl arrojado al mar. A salvo ya en Valencia, Gómez Miedes recupera dicho baúl, que llegó flotando a las costas valencianas y fue entregado al arzobispo Juan de Ribera. Este suceso «milagroso» fue descrito por el propio autor en una carta dirigida al Papa, publicada en 1576.
En los años finales de su vida, Gómez Miedes, estimulado por el éxito de su primer escrito (que conoció una segunda edición muy ampliada en cinco libros en 1579), se lanza desenfrenadamente a escribir y publicar: un epítome de las constituciones de la iglesia valenciana (1582), una obra histórica sobre el rey Jaime I el Conquistador (1582 y 1584), un tratado filosófico-teológico sobre la constancia (1586) y un manual médico sobre la enfermedad de la gota (1589), dirigido a Felipe II. En 1585 es nombrado obispo de Albarracín por Sixto V a petición de Felipe II y en 1587-88 es uno de los diputados del reino de Aragón y como tal interviene en el llamado “pleito del virrey extranjero”. Muere a finales de 1589 en Albarracín. Su tumba se halla en la Capilla Mayor de la Catedral de dicha ciudad.
Es uno de los cinco componentes más destacados del llamado «Círculo  humanístico alcañizano» —junto con Juan Sobrarias, Pedro Ruiz de Moros, Juan Lorenzo Palmireno y Domingo Andrés—, elogiado y reconocido por su habilidad y fama como predicador, sus vastos conocimientos y sus éxitos literarios, en especial, su biografía de Jaime I y su novedosa y enciclopédica obra sobre la sal.
| Predecesor: Gaspar Juan de la Figuera | Obispo de Albarracín 1585 – 1589 | Sucesor: Alfonso Gregorio |

## Obras
- Commentarii de sale libri IV (Comentarios de la sal en cuatro libros), 1572. Edición ampliada en 1579 con el título Commentariorum de sale libri quinque (Comentarios de la sal en cinco libros).
- De vita et rebus gestis Iacobi primi regis Aragonum cognomento «Expugnatoris» libri XX, 1582.
- Historia del muy alto e invencible rey don Jaime de Aragón, primero deste nombre, llamado «el Conquistador» (1584), versión en castellano de De vita et rebus gestis Iacobi primi regis Aragonum.
- Enchiridion o manual instrumento de salud contra el morbo articular que llaman gota..., 1589.

## Ediciones modernas
- Sandra Inés Ramos Maldonado (intr., ed. crítica, trad., notas e índices), Bernardino Gómez Miedes, Comentarios sobre la sal, Instituto de Estudios Humanísticos–Laberinto-C. S. I. C., Alcañiz – Madrid, 2003, 3 vols. Índice de la edición de Ramos Maldonado.